# Xunqueira de Ambía
Xunqueira de Ambía là một đô thị trong tỉnh Ourense, thuộc vùng Galicia ở tây bắc Tây Ban Nha.
Đô thị này có diện tích 60,21 km2, dân số năm 2006 là 1901 người.

## Biến động dân số
| Biến động dân số của Xunqueira de Ambía - giai đoạn 1900 và 2004 -                                                                   |       |       |       |       |
| 1900 | 1930  | 1950  | 1981  | 2004  |
| 4.208 | 4.369 | 4.981 | 3.031 | 1.934 |
| Fuentes: INE e IGE (Los criterios de registro censal variaron entre 1900 y 2004, y los datos del INE y del IGE pueden no coincidir.) |       |       |       |       |